# Hister dispar
Hister dispar är en skalbaggsart som beskrevs av J. E. Leconte 1844. Hister dispar ingår i släktet Hister och familjen stumpbaggar. Inga underarter finns listade i Catalogue of Life.